# Federico Caccia
Federico Giuseppe Giovanni Caccia (Milán, 10 de junio de 1635-ibídem., 14 de enero de 1699) fue un eclesiástico y diplomático italiano, nuncio en España, arzobispo de Laodicea y de Milán y cardenal de Santa Pudenziana. 

## Vida
Nacido en el seno de una familia noble oriunda de Novara, fue el segundo hijo de Camillo Caccia y de Orsola Casati. Su padre, decurión de Milán, miembro del Consejo de los Doce y de la congregación del Banco de San Ambrosio, murió cuando Federico tenía siete años y él hizo sus primeros estudios en el colegio de jesuitas de Brera, para doctorarse en leyes en 1662 en el Colegio Borromeo de Pavía e ingresar dos años después en el colegio de jurisconsultos de Milán.
Trasladado a Roma en 1666, durante el pontificado de Clemente X fue abogado consistorial y durante el de Inocencio XI ejerció como abogado de pobres, rector del Archygimnasium de Roma, auditor del Tribunal de la Rota y limosnero mayor. Inocencio XII le nombró arzobispo titular de Laodicea y nuncio apostólico ante la corte de Carlos II de España en enero de 1693. En abril del mismo año fue nombrado arzobispo de Milán, aunque permaneció en Madrid hasta que en el consistorio de diciembre de 1695 este mismo papa le creó cardenal con título de Santa Pudenziana. Hizo su ingreso formal en la diócesis de Milán en diciembre de 1696, y durante las ausencias del gobernador Diego Felípez de Guzmán desempeñó también este cargo interinamente. 
Fallecido en 1699 a los 64 años de edad, fue sepultado en la capilla del Albero de la catedral de Milán, habiendo dejado todo su patrimonio a los pobres.

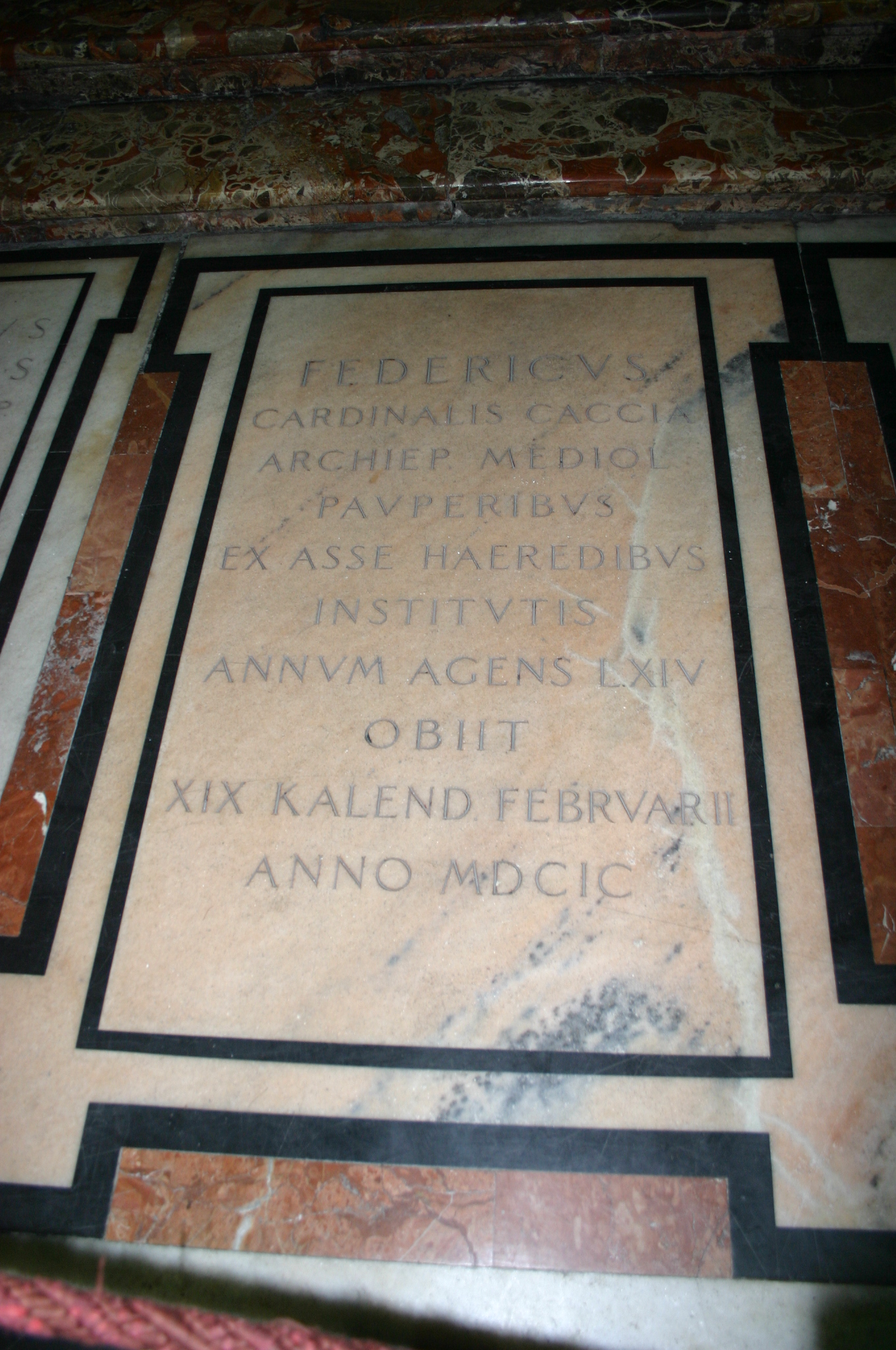
Sepultura del cardenal Caccia en la catedral de Milán.

.